# Vassimont-et-Chapelaine
Vassimont-et-Chapelaine ist eine französische Gemeinde mit 62 Einwohnern (Stand: 1. Januar 2022) im Département Marne in der Region Grand Est (bis 2015 Champagne-Ardenne). Sie gehört zum Arrondissement Châlons-en-Champagne und zum Gemeindeverband Châlons-en-Champagne. Die Bewohner werden Vassimoniots genannt.

## Geografie
Die Gemeinde Vassimont-et-Chapelaine liegt 25 Kilometer südwestlich der Départements-Hauptstadt Châlons-en-Champagne und 35 Kilometer westlich von Vitry-le-François in der Champagne sèche, der „trockenen Champagne“. Durch die Gemeinde fließt die obere Somme, ein Nebenfluss der Marne. Das 21,57 km² umfassende Gemeindegebiet ist bis auf die Galeriewälder an der Somme waldlos und geprägt von großflächigen Äckern auf überwiegend flachem Bodenrelief. Die Erhebung Haut de Rachère im Süden der Gemeinde markiert mit 178 m über dem Meer den höchsten Punkt im Gemeindegebiet. Nahe dieser Erhebung entspringt die Vaure, ein kleiner Nebenfluss der Maurienne, die über die Superbe zur Aube entwässert. Umgeben wird Vassimont-et-Chapelaine von den Nachbargemeinden Soudron im Norden, Bussy-Lettrée im Nordosten, Haussimont im Südosten, Montépreux im Süden, Connantray-Vaurefroy im Südwesten sowie Lenharrée im Nordwesten.

## Geschichte
Die ehemals selbständige Gemeinde Chapelaine hatte 1806 zehn Einwohner und wurde 1810 mit Vassimont zur Gemeinde Vassimont-et-Chapelaine zusammengelegt.
Im September 1914 lag die Gemeinde während der Ersten Marneschlacht mitten im Kampfgebiet.

### Bevölkerungsentwicklung
| Jahr      | 1962 | 1968 | 1975 | 1982 | 1990 | 1999 | 2011 | 2022 |
| Einwohner | 145  | 115  | 106  | 101  | 79   | 71   | 59   | 62   |

Im Jahr 1793 wurde mit 180 Bewohnern die bisher höchste Einwohnerzahl ermittelt. Die Zahlen basieren auf den Daten von cassini.ehess und INSEE.

## Sehenswürdigkeiten
- Kirche Mariä Geburt in Vassimont (Église de la Nativité-de-la-Sainte-Vierge)
- Schloss in Chapelaine (Château de Chapelaine)

## Wirtschaft und Infrastruktur
In Vassimont-et-Chapelaine sind zehn Landwirtschaftsbetriebe ansässig, die sich auf den großflächigen Anbau von Mais, Raps und Kartoffeln spezialisiert haben.
Durch die Gemeinde Vassimont-et-Chapelaine führt die teilweise autobahnartig ausgebaute RN 4 von Paris nach Nancy. Sieben Kilometer östlich wird diese von der Autoroute A 26 gekreuzt.
Der Flughafen Paris Vatry liegt teilweise auf dem Gebiet der Gemeinde Vassimont-et-Chapelaine.

## Belege
1. ↑  Chapelaine, auf cassini.ehess.fr
2. ↑  Vassimont-et-Chapelaine auf cassini.ehess
3. ↑  Vassimont-et-Chapelaine auf INSEE
4. ↑  Vassimont-et-Chapelaine auf annuaire-mairie.fr (französisch)